# Дубыкин, Александр
Александр Дубыкин (эст. Aleksandr Dubõkin; 6 мая 1983, Силламяэ) — эстонский футболист, крайний полузащитник.

## Биография
Начал играть на взрослом уровне в 2001 году в клубе «Нарва-Транс». Дебютный матч в высшей лиге Эстонии сыграл 15 апреля 2001 года против «Курессааре», заменив на 76-й минуте Олега Колоцея. Вторую половину того сезона провёл в первой лиге за «Калев» (Силламяэ), а на следующий год играл в первой лиге за «Курессааре».
В 2003 году перешёл в «Тулевик» (Вильянди) и в течение полутора сезонов был основным игроком клуба в высшей лиге, но к августу 2004 года выпал из состава. Сезон 2005 года начал в «Меркууре» (Тарту), летом вернулся в «Транс». В составе нарвского клуба в 2006 году был причастен к наивысшему успеху в истории — серебряным медалям, причём в матче последнего тура против «Левадии» (1:1) забил гол с пенальти, позволивший сравнять счёт и закрепиться на втором месте. Также становился бронзовым призёром чемпионата (2005, 2008), финалистом Кубка Эстонии (2007) и обладателем Суперкубка страны (2007, 2008). В 2006 году занял пятое место среди бомбардиров лиги (19 голов), в 2007 году вошёл в десятку (13 голов).
В 2009 году перешёл в «Калев» из Силламяэ, с которым в том же сезоне завоевал серебряные медали. В 2011 году играл в Финляндии за клуб низшего дивизиона «Хювинкяян Паллосеура». В 2012 году вернулся в «Транс», провёл в клубе полтора года и стал финалистом Кубка Эстонии сезона 2011/12 (в финале не играл). Осенью 2013 года выступал в первой лиге за «Феникс» (Йыхви) и стал серебряным призёром турнира. В начале 2014 года перешёл в ереванский «Арарат», заключив полугодичный контракт, но лишь два раза появился на поле в чемпионате Армении. Летом 2014 года вернулся в «Калев» из Силламяэ, и с ним во второй раз в истории завоевал серебро чемпионата Эстонии.
В июле 2015 года был дисквалифицирован на четыре года за участие в договорных матчах. После окончания дисквалификации играл в четвёртом и третьем дивизионах за «Таллин».
Всего в высшей лиге Эстонии сыграл 267 матчей и забил 76 голов. Участвовал в матчах еврокубков.
Помимо большого футбола, выступал в футзале за клуб «Силмет» из Силламяэ. В сезоне 2020/21 забил 27 голов в 14 матчах чемпионата страны и был в числе лучших бомбардиров. В сезоне 2022/23 играл за футзальную команду «Феникс».

## Достижения

### Клубные
- Серебряный призёр чемпионата Эстонии: 2006, 2009, 2014
- Бронзовый призёр чемпионата Эстонии: 2005, 2008
- Финалист Кубка Эстонии: 2007, 2012
- Обладатель Суперкубка Эстонии: 2007, 2008

### Футзал
- Финалист кубка Эстонии (1): 2022/23

### Личные
- Лучший бомбардир чемпионата Эстонии по футзалу: 2020/21[8]